# Sa'ika
Sa'ika (arabsky: الصاعقة, As-Sa'iqa; anglicky: Vanguard for the Popular Liberation War; celým názvem Předvoj vlastenecké války za osvobození) je palestinská politická militantní a teroristická organizace založená v roce 1968 syrskou stranou Baas. Organizace měla zastupovat Palestince ve straně Baas a zároveň měla sloužit jako nástroj prosazení syrské politiky v rámci Organizace pro osvobození Palestiny (OOP).
Největší teroristický útok provedla v roce 1976 v libanonském městě Damúr, kde zmasakrovala stovky lidí. Ve své činnosti se neomezovala pouze na oblast Blízkého východu. V roce 1973 zaútočila v Rakousku a unesla vlak vezoucí sovětské Židy do Izraele. Počátkem 80. let se dostala do rozepře s předsedou OOP Jásirem Arafatem, když se odmítla přesunout spolu s OOP do Tuniska a přesunula se do Sýrie. Ostře se vymezovala vůči Mírovým dohodám z Osla. V současné době[kdy?] je její význam minimální.